# Eugenio Dal Corso
Eugenio Dal Corso, né le 16 mai 1939 à Lugo di Valpantena en Italie et mort le 20 octobre 2024, est un évêque catholique italien, membre de la congrégation des Pauvres serviteurs de la Divine Providence et évêque émerite de Benguela en Angola depuis 2018 et dont la création en tant que cardinal en octobre 2019 a été annoncée le 1er septembre 2019.

## Biographie
Né en 1939 dans la province de Vérone, après son ordination sacerdotale en 1963, il est envoyé à Rome où il termine ses études de théologie dogmatique ; il débute ensuite une vie pastorale dans la paroisse de la Madonna di Campagna (it) (Vérone), puis à Naples. Sa vie missionnaire commence en 1975, d'abord en Argentine, à Laferrere (province de Buenos Aires) où il séjourne pendant onze ans, puis à Luanda en Angola.
En 1991, il devient supérieur provincial des Pauvres serviteurs de la Divine Providence en Angola. 
Le 15 décembre 1995, il est nommé à Saurimo, d'abord en tant qu'évêque coadjuteur jusqu'au 15 janvier 1997, puis comme évêque en titre. Le 12 février 2008, il est nommé évêque de Benguela jusqu'au 6 mars 2018, quand il présente une renonciation pour limite âge.
Le 1er septembre 2019, le pape François annonce sa création comme cardinal au consistoire du 5 octobre suivant.  Il est créé cardinal-prêtre non électeur au titre de Sainte-Anastasie.
Eugenio Dal Corso meurt le 20 octobre 2024 à Negrar di Valpolicella, à l'âge de 85 ans.